# Diplomáciai jog
A diplomáciai jog a nemzetközi jog nagy múltú joganyaga, amely főként az államok közötti intézményes kapcsolatokat szabályozza. 

## Jogforrásai
A diplomáciai jog legfontosabb forrásai a bécsi diplomáciai szerződés és a bécsi konzuli egyezmény. További külön egyezmény szabályozza az ad hoc diplomáciai kapcsolatokat és a nemzetközi szervezetekhez akkreditált állandó képviseletek jogállását. Számos nemzetközi szervezet tekintetében  külön egyezmény szabályozza – a jogállásán túl –  a szervezetet, valamint a személyzetét megillető kiváltságokat és mentességeket. A sokoldalú nemzetközi szerződéseken túl az államok kétoldalú szerződésekben szabályozzák a konzuli kapcsolataikat.
Fennmaradt a nemzetközi szokásjog jelentősége. Ezt a két bécsi egyezmény preambuluma is megerősítette. Jelentős továbbá a nemzetközi udvariasság (comity) és az államok gyakorlatának szerepe is.